# Acuerdo de Taif
El Acuerdo de Taif (árabe: اتفاق الطائف) fue un acuerdo negociado en la ciudad de Taif (Arabia Saudí) por los miembros supervivientes del parlamento del Líbano de 1972 y presidido por el presidente del parlamento Hussein el-Husseini. El acuerdo trató la reforma política en el Líbano, la conclusión de la Guerra Civil, el establecimiento de relaciones entre el Líbano y Siria, reafirmar el control del gobierno en el Líbano, y el diseño de un marco para la retirada gradual siria del Líbano. Fue firmado el 22 de octubre de 1989 y ratificado por el parlamento libanés el 5 de noviembre del mismo año.
El acuerdo incluyó un Pacto Nacional para restablecer el sistema político en el Líbano, transfiriendo parte del poder que la comunidad cristiana maronita había tenido como privilegio bajo el régimen colonial francés. Antes de Taif, el primer ministro musulmán suní fue nombrado por y responsable del presidente maronita. Después de Taif, el primer ministro fue responsable de la legislatura, como en un sistema parlamentario tradicional. En el tiempo de las negociaciones, un primer ministro cristiano maronita, Michel Aoun, fue polémicamente designado por el presidente Amine Gemayel en el último momento, contrario al Pacto Nacional.
Aunque el Acuerdo de Taif identificó la abolición del sectarismo político como una prioridad nacional, no proporcionó un tiempo establecido para hacerlo. La Cámara de Diputados fue aumentada en tamaño a 128 miembros, compartidos en partes iguales entre cristianos y musulmanes, en vez de elegidos por sufragio universal que habría dado una mayoría musulmana (excluyendo la comunidad de expatriados en la cual la mayoría son cristianos). Se estableció un gabinete similarmente dividido en partes iguales entre los cristianos y musulmanes.
El acuerdo fue ratificado el 5 de noviembre de 1989. El parlamento se reunió el día siguiente en la Base Aérea Qleiat en el norte del Líbano y eligieron al presidente René Mouawad 409 días después de que Amine Gemayel dejara esta posición después de la finalización de su mandato en 1988. Mouawad no pudo ocupar el Palacio Presidencial que todavía estaba en uso por el general Michel Aoun. Mouawad fue asesinado 17 días después con un coche bomba en Beirut el 22 de noviembre mientras su escolta volvía de las ceremonias del día de la independencia libanesa. Fue sucedido por Elias Hrawi, que estuvo en el cargo hasta 1998.
El 11 de mayo de 2004, el presidente de los Estados Unidos George W. Bush firmó una Orden Ejecutiva implementando sanciones a Siria según la Ley de Responsabilidad Siria y de restauración de la Soberanía Libanesa de 2003. Las sanciones de EE. UU. contra Siria fueron amenazadas, porque (en parte) "Siria mantiene una presencia militar en el Líbano contradictoria con el espíritu de los Acuerdos de Taif de 1989".
La Resolución 1559 del Consejo de Seguridad de Naciones Unidas fue adoptada por el Consejo de Seguridad de Naciones Unidas el 2 de septiembre de 2004, repitiendo muchos elementos del Acuerdo de Taif.
Después de las multitudinarias manifestaciones de la Revolución de los Cedros pidiendo la retirado de Siria del Líbano en febrero de 2005, el diputado ministro de exteriores sirio Waleed Al-Mualem dijo "las importantes retiradas que han llevado a cabo hasta ahora y que se llevarán a cabo más tarde se harán de acuerdo con Líbano contra el telón de fondo del Acuerdo de Taif y los mecanismos que comporta." Un portavoz de la Casa Blanca hizo hincapié en la Resolución 1559 del Consejo de Seguridad de la ONU en una conferencia de prensa el 25 de febrero.
El acuerdo también estipulaba el desarme de todas las milicias nacionales y no nacionales. Todas se han desarmado excepto la chiita Hezbolá y la no libanesa Fatah, Hamás y el Frente Popular para la Liberación de Palestina.
Durante el conflicto del Líbano-Israel de 2006 el consejo de ministros libanés acordó en una sesión extraordinaria adherirse al Acuerdo de Taif tratando con negociadores internacionales. No obstante, el ministro de Energía Mohammad Fneish, un miembro de Hezbolá expuso que la crisis militar en curso había superado el Acuerdo de Taif y la Resolución 1559 del Consejo de Seguridad de la ONU, de manera que el acuerdo ya no era un documento de acuerdo nacional. El importante rol de Irán en la región no debe ser ignorado, añadió.
El conflicto del Líbano-Israel de 2006 llegó a un final con el alto al fuego bajo la Resolución 1701 del Consejo de Seguridad de las Naciones Unidas. El párrafo 3 de esta resolución especifica que el Consejo de Seguridad
"Enfatiza la importancia de la extensión del control del Gobierno del Líbano sobre todo el territorio libanés de acuerdo con las precauciones de la resolución 1559 (2004) y la resolución 1680 (2006), y las precauciones relevantes de los Acuerdos de Taif, para ejercitar su completa soberanía, de manera que no habrá armas sin el consentimiento del Gobierno del Líbano y ninguna otra autoridad que el Gobierno del Líbano".

## Desarme de las milicias
El gobierno de Elias Hrawi impuso el 30 de abril de 1991 como fecha final para la rendición y disolución de todas las organizaciones armadas, su territorio, artillería y armas pesadas.

### Keserwan-Jbeil
Las Fuerzas Libanesas, principal organización cristiana, acordó entregar los distritos de Keserwan y Jbeil al Ejército del general Elie Hayek, con la condición de que su fuerza de 10,000 hombres permaneciera intacta.

### Metn, Baabda
Entre 1989 y 1990, las áreas de Metn y Baabda, corazón de las Falanges Libanesas desde los años 1950 y después de las Fuerzas Libanesas, vio combates feroces y varios bombardeos a causa de las ofensivas hechas por Michel Aoun contra Samir Geagea (jefe de las Fuerzas Libanesas) en la Guerra de Liberación. El 13 de octubre de 1990, durante el ataque sirio al palacio de gobierno en Baabda con apoyo del PSNS y las tropas de Elie Hobeika (antiguo líder de las Fuerzas Libanesas, derrocado por Geagea), Michel Aoun escapó a la embajada francesa. El Ejército de Elie Hayek comenzó a moverse desde Keserwan y Beirut Oriental hacia Metn y Baabda.

### Beirut
En el marco de la Guerra de Liberación, Aoun había iniciado la 'Guerra de Eliminación' contra las Fuerzas Libanesas. Tras su final, el 13 de octubre de 1990, miembros del ejército libanés comenzaron a desmantelar posiciones de la organización paramilitar cristiana, permitiendo que el tráfico se moviera libremente entre Beirut Oriental (cristiano) y Occidental (musulmán) por primera vez desde 1976. Además, el ejército se desplazó a la Plaza de los Mártires. El 3 de diciembre, las Fuerzas Libanesas se retiraron con un desfile de 2,000 hombres, mostrando varios vehículos. También sacaron su equipamiento del Puerto de Beirut, incluyendo remolcadores y grúas.

### Aley, Chouf
El ejército no había estado presente en Chouf ni en Aley desde el inicio de la guerra en 1975. El área estaba desprovista de cristianos luego de la limpieza étnica cometida por el Ejército Popular de Liberación (milicia del PSP) de Walid Jumblatt durante la Guerra de la Montaña de 1983. El 30 de abril de 1991, fecha final para la entrega de armas y disolución de milicias, el ejército libanés bajo el mando de Hayek ingresó a los distritos de Aley y Chouf, tomó posiciones en los antiguos puestos de control del EPL y se apoderó de todo el material de artillería. Las montañas del Chouf fueron las últimas áreas del Monte Líbano a las que entró el Ejército Libanés. 

### Bekaa
El acuerdo estipulaba la retirada de todas las tropas sirias al valle de Bekaa en un plazo máximo de 2 años, pero no proporcionaba un plazo para su retirada total del país. Esta escapatoria permitió al ejército árabe sirio ocupar la Bekaa durante los siguientes 15 años y dominar la vida política durante el mismo período, hasta su retirada total en marzo de 2005 tras la Revolución de los Cedros y la Resolución 1559 de la ONU.

### Norte del Líbano
En la parte de esta región controlada por las Fuerzas Libanesas, las posiciones y aparatos de dicha milicia se integraron al ejército. El ejército entró a Bcharre (bastión de los maronitas) para tomar el mando de las posiciones restantes. No hubo hostilidades, ya que dos presidentes durante la guerra, Bashir y Amine Gemayel, habían sido falangistas (uno de ellos, Bashir, siendo fundador de las Fuerzas Libanesas), por lo que la cooperación ejército/Fuerzas/Falanges Libanesas había sido un asunto cotidiano.
En el lado sirio, la mayoría de tropas se habían retirado de Akkar y Trípoli.

### Sur del Líbano
Desde el 7 de febrero de 1991, el ejército se desplegó en pueblos cercanos a la 'zona de seguridad' israelí. El 15 de febrero, un grupo de Fatah hizo una revuelta, ya que no deseaban una retirada, pero fue aplastada rápidamente.
El 4 de julio, siguiendo el fracaso de las negociaciones, el ejército atacó posiciones palestinas en la región. La ofensiva, de 10,000 soldados contra 5,000 palestinos, acabó con el ejército tomando todas las posiciones cercanas a Sidón en 3 días. Hubo 73 muertes. Se acordó que quedaran armas de infantería en los campos de refugiados de Mieh Mieh y Ain el Hilweh. 
Al mismo tiempo, Israel ocupaba la región junto a su aliado, la organización cristiana separatista del Ejército del Sur del Líbano. El Acuerdo de Taif permitió que los grupos de "resistencia" permanecieran armados en el sur hasta la retirada israelí (principalmente Hezbolá). El Ejército Libanés no se desplegó hasta el 2000, cuando Israel se retiró. A causa de la retirada israelí, el Ejército del Sur del Líbano colapsó caóticamente. A pesar de la retirada, Hezbolá no se ha desarmado, además de seguir activo hasta el presente.